# Castelletto Geiringer

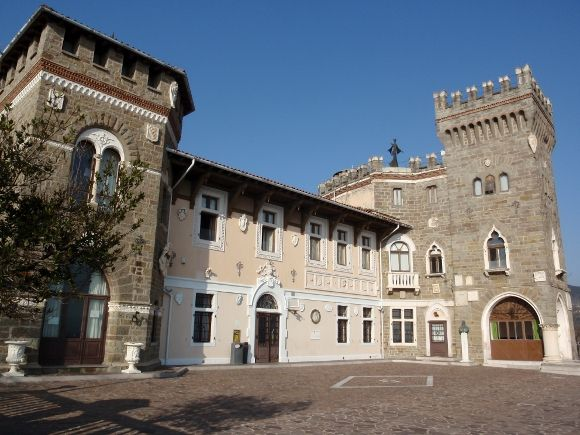
Castelletto Geiringer of Villa Geiringer in Triëst, Italië

Het Castelletto Geiringer of Villa Geiringer is een kasteeltje (1896) in de Italiaanse stad Triëst. Het werd gebouwd in de Oostenrijks-Hongaarse Tijd door ingenieur Eugenio Geiringer en is gelegen aan de Via Ovidia.
Geiringer bouwde het kasteeltje voor zijn gezin in 1896. Het ligt in de heuvels rond Triëst met een breed zicht over de Golf van Triëst. Oorspronkelijk had het kasteeltje een tuin met camelia’s, speciaal aangelegd voor zijn vrouw Ortensia Luzzati; deze tuin is verdwenen.
Tijdens de Tweede Wereldoorlog was het commando van het Duitse leger in Triëst gehuisvest in het Castelletto Geiringer. Pietro Geiringer, een van de zonen, en diens vrouw Francesca Vivante werden weggevoerd naar Auschwitz en gedood.
Sinds het einde van de 20e eeuw bevindt de Europese School van Triëst zich in de villa.